# Die Reise nach Petuschki
Die Reise nach Petuschki (russisch Москва — Петушки, wörtlich „Moskau–Petuschki“) ist das bekannteste literarische Werk des russischen Schriftstellers Wenedikt Jerofejew (wissenschaftliche Transliteration: Venedikt Erofeev). Es wurde laut Schlussnotiz „bei der Telefonkabelverlegung in Scheremetjewo“ im Herbst 1969 verfasst. Erstmals wurde es in der israelischen Zeitschrift Ami 1973 veröffentlicht. Die Erstausgabe in deutscher Sprache erschien 1978 im Piper Verlag.
Der Autor selbst bezeichnete sein Werk als „Poem“, tatsächlich ist eine einwandfreie Gattungszuordnung schwierig. Für den oberflächlichen Betrachter stellt das Werk eine Zugreise des während der Handlung zunehmend betrunkener werdenden Protagonisten Wenedikt („Wenja“) Jerofejew dar.

## Inhalt

Das Denkmal in Moskau für den Roman Moskau – Petuschki, linke Seite

Das Denkmal in Moskau für den Roman Moskau – Petuschki, rechte Seite

### Handlung
Das Gerüst der Handlung bildet ein Tag im Leben des mit dem Autor namensgleichen Alkoholikers und Ich-Erzählers Wenedikt („Wenja“) Jerofejew, an dem er versucht, mithilfe eines Vorortzuges vom Kursker Bahnhof zu seiner in der kleinen Stadt Petuschki (Oblast Wladimir) lebenden Geliebten zu gelangen. Er führt dabei ein "Köfferchen voll Schnaps" mit sich. Im Verlaufe dieser Zugfahrt betrinkt sich der Protagonist zusehends, und damit werden auch die Schilderungen immer surrealistischer. Während der Reise tauchen historische Gestalten und zum Ende zunehmend auch monströse Fabelwesen (wie die griechische Sphinx) auf. Schließlich senkt sich apokalyptisch anmutende Dunkelheit herab, und Wenja, der nach dem Getümmel des Ein- und Aussteigens an einem der Bahnhöfe unbemerkt im falschen Zug sitzt, fährt nach Moskau zurück. Es bleibt allerdings offen, ob er Moskau je verlassen hat. Am Startpunkt der Reise wieder angekommen, wird der nun vollends verwirrte Held von vier düsteren Gestalten überfallen, brutal misshandelt und verliert sein Bewusstsein für immer.

### Personen
Alle auftretenden Personen scheinen Alkoholiker zu sein oder zumindest Alkohol zu konsumieren und in der Tristesse der sowjetischen Einöde dahinzusiechen. Dem Leser begegnen sie ausschließlich durch Wenja selbst, sei es durch Erinnerungen oder seine monologhaften Schilderungen. Die Geliebte des Helden taucht als illusionsartige Vorstellung in seiner Gedankenwelt auf und führt durch ihre Unerreichbarkeit symbolisch das kommende kommunistische Paradies ad absurdum.

## Form
In dem collageartigen Text sind sowohl Parteislogans wie auch Anspielungen auf Kunst, insbesondere auf die europäische Literatur und Musik, zu finden, auch wird die christliche Bibel oft zitiert. Formal wie inhaltlich sieht sich der Leser mit einem außerordentlich komplexen und bizarr anmutenden Werk konfrontiert, das ihm tiefe Einblicke in die Gedankenwelt des Protagonisten gewährt; tatsächlich verlässt der Leser diese zu keinem Zeitpunkt. In seinen gedanklichen Monologen beschreibt der Alkoholiker auch auf sarkastische Weise das Sowjetsystem.

## Rezeption
Das Werk wurde über den Samisdat (private, illegale Vervielfältigung und Weitergabe von Abschriften nach dem Schneeballsystem) verbreitet. Es stellte eins der populärsten Werke der russischen Untergrundliteratur dar. Es wurde erstmals offiziell in der israelischen Zeitschrift Ami 1973 veröffentlicht, es folgten Übersetzungen ins Französische (1976), ins Deutsche (1978) und ins Englische (1980).
Im Jahr 2005 erschien im Verlag Kein & Aber eine Neuübertragung aus dem Russischen ins Deutsche. Der Übersetzer Peter Urban legte dabei vor allem auf die wissenschaftlich korrekte Übersetzung und Deutung wert. Davon zeugt zum Beispiel ein ausführlicher Kommentar, ein umfassendes Nachwort und eine kurze biographische Notiz des Autors. Diese Neuübersetzung wird jedoch kontrovers aufgenommen. So führt eine Kritik unter anderem an, dass „Frau Spitz [Anm.: Übersetzerin der ersten Version] weiß, wo eine Pointe hingehört, nämlich ans Satzende. Vielleicht formuliert sie weniger originalgetreu, auf jeden Fall aber origineller als Urban“.

## Denkmal
In Moskau steht am Platz des Kampfes (Ploschad Borby, nahe der Kreuzung uliza Dostojewskowo und Nowosuschtschewskaja uliza) ein Denkmal für den Roman, das von den Künstlern Waleri Kusnezow und Sergei Manzerew gestaltet wurde.
Auf der einen Seite sieht man einen Mann, der sich an einem Bahnschild festhält, auf dem „Moskau“ steht. Auf dem Sockel findet sich die Inschrift: „Man kann ja schließlich auf die Meinung eines Menschen nichts geben, der noch nicht dazu gekommen ist, sich den Kopf klar zu trinken!“
Auf der anderen Seite steht eine junge Frau an einem Bahnschild mit der Aufschrift „Petuschki“. Darunter ist zu lesen: „In Petuschki verblüht nie der Jasmin und verstummt nie der Vogelgesang.“

## Ausgaben
- Москва — Петушки. In: Ami. Nr. 3, 1973

Übersetzungen ins Deutsche
- Wenedikt Jerofejew: Die Reise nach Petuschki. Ein Poem. Aus dem Russischen von Natascha Spitz. Piper, München/Zürich 1978, ISBN 3-492-02363-0; 12. Auflage: ebd. 2008, ISBN 3-492-20671-9.
- Venedikt Erofeev: Moskau–Petuški. Ein Poem. Neu übersetzt und mit einem Kommentar von Peter Urban. Kein & Aber, Zürich 2005, ISBN 3-0369-5141-5.

Tonträger
- Wenedikt Jerofejew: Die Reise nach Petuschki. Live aufgenommen am 27. Januar 1998 im Literaturhaus Hamburg. Gelesen von Robert Gernhardt, Harry Rowohlt, Josef Bilous. Übersetzung: Natascha Spitz. Regie und Schnitt: Katarina Blarer und Peter Chaag. 4 CDs. Kein & Aber, Zürich 1998, ISBN 3-906547-70-1.